# Нутеталь
Нутеталь (нім. Nuthetal) — громада в Німеччині, розташована в землі Бранденбург. Входить до складу району Потсдам-Міттельмарк.
Площа — 47,56 км2. Населення становить 9035 ос. (станом на 31 грудня 2020).

## Демографія
- Динаміка населення з 1875 року в сучасних кордонах (Синя лінія: населення; Пунктир: відносна порівняльна динаміка населення землі Бранденбург; Сірий фон: період Третього рейху; Помаранчевий фон: період НДР)
- Динаміка населення (синя лінія) і прогнози

| Рік  | Населення |
| ---- | --------- |
| 1875 | 2 066     |
| 1890 | 2 203     |
| 1910 | 2 528     |
| 1925 | 3 094     |
| 1939 | 4 141     |
| 1950 | 5 221     |
| 1964 | 4 637     |

| Рік  | Населення |
| ---- | --------- |
| 1971 | 4 802     |
| 1981 | 4 826     |
| 1985 | 4 840     |
| 1990 | 4 713     |
| 1995 | 5 724     |
| 2000 | 8 468     |
| 2005 | 8 838     |

| Рік  | Населення |
| ---- | --------- |
| 2010 | 8 778     |
| 2015 | 8 930     |
| 2016 | 8 958     |
| 2017 | 9 077     |
| 2018 | 9 061     |
| 2019 | 9 072     |
| 2020 | 9 035     |

Джерела даних вказані на Wikimedia Commons.

## Галерея

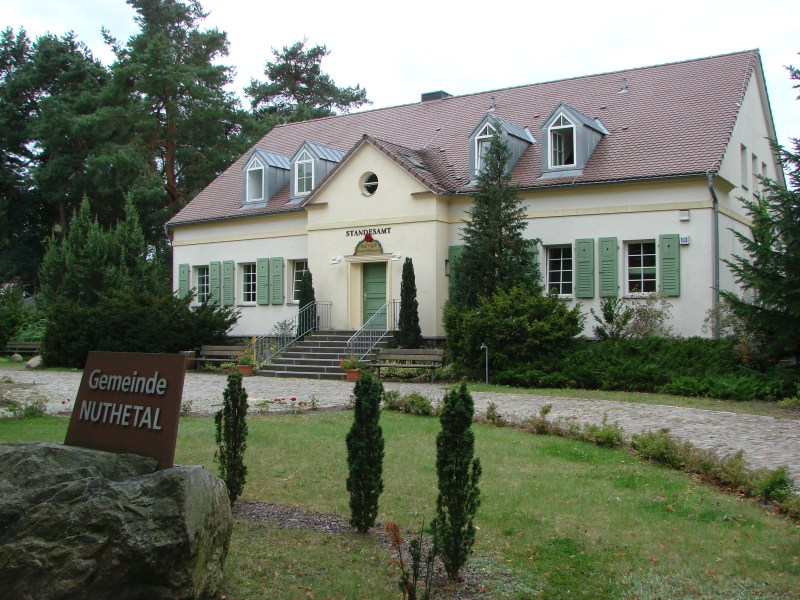